# Pelet
Peleți (din lemn) = combustibil solid ce răspunde noilor cerințe de utilizare a energiei "curate" și regenerative, în formǎ de mici creioane (Φ 2-12 mm, lungime medie 3-5 cm), umiditate <8%, putere calorică ca. 4.500 kcal/kg ;
alternativa de încălzire domestică cea mai curată. Produși din materiale biomasice (resturi de lemn/vegetale, paie, tulpini de floarea soarelui/porumb, frunze etc.); producerea lor de obicei nu necesită aditivi/lianți datorită rășinilor existente natural, în materia primă de bază.
Bibliografie: UNIVERSITATEA DE ȘTIINȚE AGRONOMICE ȘI MEDICINĂ VETERINARĂ din BUCUREȘTI, FACULTATEA DE AGRICULTURĂ, TEZĂ DE DOCTORAT, de Ing. Mihăiță-Adrian IMIREANU